# Kawai-Inseln
Die Kawai-Inseln sind eine Inselgruppe von Papua-Neuguinea. Sie gehören zu den nördlichsten Torres-Strait-Inseln und liegen nur wenige hundert Meter vor der Südküste Neuguineas bei der Mündung des Wassi Kussa River. Die Inseln sind flach, mangrovenbewachsen und unbewohnt. Von den ursprünglich vier Inseln, die noch auf einer Karte von 1942 verzeichnet sind, sind heute nur noch drei auf dem Satellitenbild auszumachen. Adabadana Kawa Island ist nicht mehr aufzufinden. Diese Insel fehlt bereits auf einer detaillierten Karte von 1948.
Es handelt sich um folgende Inseln:
| Inselname               | Lage   | Fläche km² | Geokoordinaten        |
| ----------------------- | ------ | ---------- | --------------------- |
| Kawa Island             | Westen | 9,69       | 09° 11′ S, 142° 00′ O |
| Karobailo Kawa Island   | Norden | 1,61       | 09° 11′ S, 142° 01′ O |
| (Adabadana Kawa Island) | Süden  | -          | 09° 12′ S, 142° 01′ O |
| Mata Kawa Island        | Osten  | 9,36       | 09° 11′ S, 142° 03′ O |

Die Kawai-Inseln gehören geographisch zu den etwa 10 km östlich gelegenen Talbot-Inseln, auch wenn sie im Torres Strait Treaty von 1978 von Australien an Papua-Neuguinea übergeben wurden.
Kawa (Plural Kawal) bedeutet „Insel“ in der Kala Kaiwau Ya-Sprache (Sprache der nordwestlichen Torres-Inseln). Der Namensbestandteil kommt auch in weiteren Inselnamen der unmittelbar benachbarten australischen Inselregion der Top Western Islands vor, so in Warul Kawa (Deliverance Island) und Moegina Kawa.